# 沃倫·大衛森
沃倫·大衛森（英語：Warren Earl Davidson，1970年3月1日—）是美国俄亥俄州的一位政治家。他是俄亥俄州第八國會選區選出的聯邦眾議員。大衛森曾就讀於西点军校，並擁有聖母大學的工商管理碩士學位。2016年，他代表共和黨參選眾議員並當選。